# Warloy-Baillon
Warloy-Baillon è un comune francese di 790 abitanti al censimento 2009 , situato nel dipartimento della Somme nella regione dell'Alta Francia.

## Società

### Evoluzione demografica
Abitanti censiti